# کلاودیا رامیرس
کلاودیا رامیرس (انگلیسی: Claudia Ramírez؛ زادهٔ ۳۰ ژوئیهٔ ۱۹۶۴) بازیگر اهل مکزیک است. وی از سال ۱۹۸۳ میلادی تاکنون مشغول فعالیت بوده‌است.
از فیلم‌ها یا برنامه‌های تلویزیونی که وی در آن نقش داشته‌است، می‌توان به چه کسی سارا را کشت؟، تلماسه و زنان قاتل اشاره کرد.